# Abtei Conception

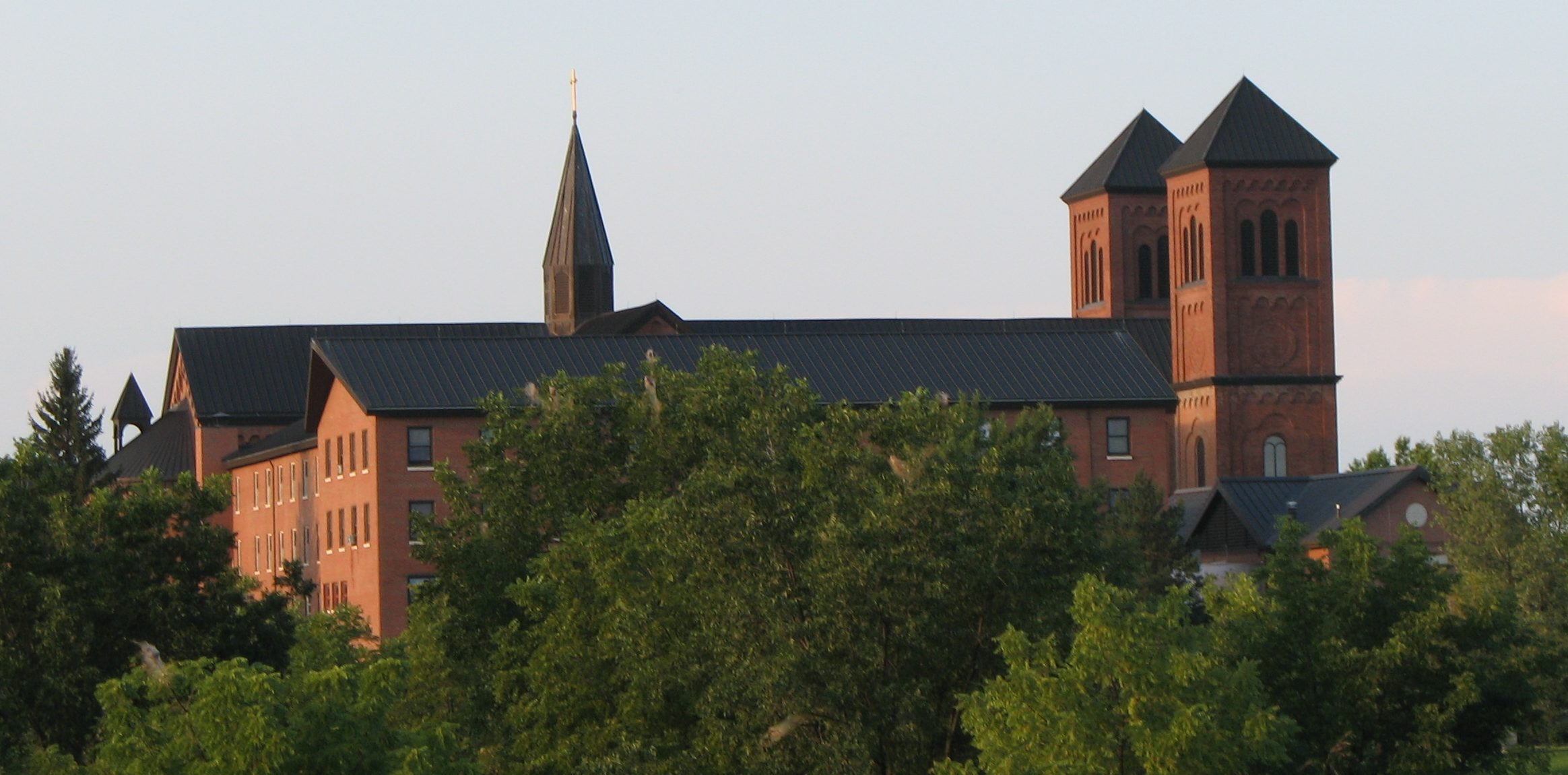
Benediktinerabtei Conception (2006)

Abtswappen von Abt Benedict Neenan OSB

Die Abtei Conception (engl. Conception Abbey, eigentl. Neu-Engelberg) ist ein Benediktinerkloster in Conception, Nodaway County, im US-Bundesstaat Missouri. Die im Bistum Kansas City-Saint Joseph gelegene Abtei gehört der Schweizerisch-Amerikanischen Kongregation an.

## Abtei
Das Kloster wurde 1873 von der schweizerischen Benediktinerabtei Engelberg aus gegründet und mit Mönchen besiedelt. 1876 zunächst zum Priorat erklärt, wurde Conception 1881 zur Abtei erhoben. Erster Abt war Pater Frowin Conrad. 1884 begannen die Benediktiner von Neu-Engelberg mit der Mission unter den Sioux-Indianern. Dem Kloster zugeordnet ist das 1874 gegründete Conception Seminary College, das zunächst eine Schule und später Priesterseminar wurde. Die Abtei unterhält eine Druckerei im Dienste der Liturgischen Bewegung, die Mönche üben zahlreiche pastorale Tätigkeiten aus.
Von Conception gingen mehrere Gründungen von Tochterklöstern aus: 1945 in Benet Lake (Wisconsin), 1951 in Columbia (Missouri) und 1956 in Elkhorn (Nebraska). Im Jahr 1957 zählte die Abtei 169 Religiosen, davon 93 Priester.
Am 10. Juni 2002 tötete der 71-jährige Lloyd Robert Jeffress zwei Möche des Klosters mit einer Schusswaffe. Er war aufgrund seiner Scheidung über die katholische Kirche verärgert, nach der Tat beging er Selbstmord.
2016 wurde Pater Benedict Neenan OSB zum 10. Abt von Conception Abbey gewählt. Die Abtsweihe erhielt er am 15. Januar 2017 in der Abteibasilika Immaculate Conception durch Bischof James Vann Johnston von Kansas City-St. Joseph. Im Jahr 2016 lebten im Kloster rund 60 Mönche.
Der 9. Abt von Conception, Gregory Polan, war von 2016 bis 2024 Abtprimas des Benediktinerordens. Bereits der 8. Abt des Klosters, Marcel Rooney (1993–1996), war Abtprimas der Benediktiner (1996–2000).

## Basilika
Die Basilika der Unbefleckten Empfängnis wurde durch den Franziskaner Adrian Wewer entworfen. Die Grundsteinlegung erfolgte 1883, 1891 die Kirchweihe. Zwei Jahre später zerstörte ein Tornado die Kirche. Bei ihrem Wiederaufbau wurde die Abteikirche mit Wandmalereien im Stil der Beuroner Kunstschule ausgestaltet. Am 7. August 1940 erhob Papst Pius XII. die Kirche zur Basilica minor.
Eine umfassende Restaurierung mit Kosten von neun Millionen US-Dollar konnte 1999 nach zwei Jahrzehnten abgeschlossen werden.